# 华为Mate X3
华为Mate X3是一款由华为公司于2023年3月23日在中华人民共和国发布的4G可折叠式智能手机，折叠形态为横向内折。搭载基于4纳米制程的高通骁龙8+ Gen 1 4G SoC芯片。2023年5月9日晚，华为在德国慕尼黑举行欧洲旗舰新品发布会，在欧洲市场推出P60 Pro和Mate X3。

## 影像
影像上，Mate X3搭载华为超感知“XMAGE”影像系统。搭载了一颗50MP的RYYB排列主摄、一颗五倍光学变焦的潜望式长焦镜头和一颗13MP的13mm超广角镜头，其中主摄和长焦镜头支持OIS光学防抖。

## 特点
Mate X3拥有内屏与外屏两块OLED屏幕，其中内屏可折叠，分辨率为2496 × 2224像素，外屏分辨率为2504 × 1080像素，刷新率均为120Hz，支持1440Hz高频PWM调光和华为X-True“临境显示”技术。
Mate X3支持IPX8防水功能，搭载正面屏幕保护玻璃“昆仑玻璃”。华为还为Mate X3改进了天线、网络和算法，称其为“灵犀通信”，可改善其信号表现。
Mate X3在中国大陆地区还提供北斗卫星双向通信功能，可借助北斗卫星系统在没有网络信号的情况下进行紧急通讯，收到消息的用户可使用华为畅连App或临时网页对消息进行回复。

## 售价
| 华为Mate X3官方售价 | 华为Mate X3官方售价 | 华为Mate X3官方售价 |
| ------------------- | ------------------- | ------------------- |
| 配置                | 中国大陆地区        | 欧洲地区            |
| 12GB+256GB          | ¥ 12999             |                     |
| 12GB+512GB          | ¥ 13999             | £1,999/€2,199       |
| 12GB+1TB（典藏款）  | ¥ 15999             |                     |

## 评价
中国大陆科技媒体TechWeb表示，华为Mate X3相较于过往折叠屏产品较为轻薄，且屏幕显示素质优秀。
英国科技媒体Tech Advisor表示，华为Mate X3具有惊人的轻薄和屏幕，影像素质优秀，但其电池续航不佳，缺乏5G与GMS支持，且价格高昂。

## 外部連結
- 华为手机官网（页面存档备份，存于）